# Asia Best 2006-2009
Asia Best 2006-2009 é a primeira coletânea japonesa lançada pelo grupo sul-coreano Big Bang, em 19 de agosto de 2009, através da YG Entertainment e Universal Music Japan. O seu lançamento ocorreu na mesma data de Big Bang, segundo álbum de estúdio japonês do grupo. Composto por canções da discografia coreana e japonesa do Big Bang, Asia Best 2006-2009, atingiu pico de número vinte na parada semanal japonesa Oricon Albums Chart.

## Lista de faixas
| N.º            | Título                                | Do álbum                  | Duração |  |
| 1.             | "Haru Haru"                           | Stand Up                  | 4:20    |  |
| 2.             | "Make Love" (versão em inglês)        | Number 1                  | 3:37    |  |
| 3.             | "Lies" (versão coreana)               | Always                    | 3:51    |  |
| 4.             | "Number 1"                            | Number 1                  | 3:23    |  |
| 5.             | "Lollipop" (com 2NE1)                 | 2NE1                      | 3:11    |  |
| 6.             | "So Beautiful"                        | Number 1                  | 3:40    |  |
| 7.             | "Stylish"                             | Single digital            | 3:09    |  |
| 8.             | "La La La" (versão coreana)           | Big Bang Vol.1-Since 2007 | 3:00    |  |
| 9.             | "Remember" (versão coreana)           | Remember                  | 3:23    |  |
| 10.            | "We Belong Together" (versão coreana) | Big Bang                  | 3:59    |  |
| 11.            | "Together Forever"                    | For the World             | 4:03    |  |
| Duração total: | Duração total:                        | Duração total:            | 39:41   |  |

## Desempenho nas paradas musicais
Após o seu lançamento no Japão, Asia Best 2006-2009 estreou em seu pico de número 21 pela Billboard Japan Top Albums Sales. Na parada da Oricon, o álbum atingiu a posição de número vinte na parada semanal da Oricon Albums Chart.

### Posições
| Paradas (2009)                           | Melhor posição |
| ---------------------------------------- | -------------- |
| Japão (Billboard Japan Top Albums Sales) | 21             |
| Japão (Oricon Weekly Albums Chart)       | 20             |

## Histórico de lançamento
| Região | Data                 | Formato | Gravadora                              |
| ------ | -------------------- | ------- | -------------------------------------- |
| Japão  | 19 de agosto de 2009 | CD      | YG Entertainment Universal Music Japan |